# Championnat de l'Amapá de football
Le championnat de l'Amapá de football (en portugais : Campeonato Amapaense de Futebol) est une compétition brésilienne de football se déroulant dans l'État de l'Amapá. Le championnat est organisé par la fédération de l'Amapá de football depuis 1944, c'est l'un des 27 championnats des États brésiliens.

## Organisation

### Déroulement de la compétition
- Première phase : 
  - Un tournoi où les clubs s'affrontent chacun une fois. Les quatre premiers se qualifient pour les demi-finales.
- Deuxième phase : 
  - Une phase à élimination directe en matchs aller-retour. Les deux vainqueurs des demi-finales se qualifient pour la finale.
- Troisième phase :
  - Une finale en matchs aller-retour. La finale retour a lieu sur le terrain de la meilleure équipe de la saison.

## Participants et localisation des clubs de l'édition 2020
EC Macapá

 Santos FC

 São Paulo FC

 Trem DC

 Ypiranga Clube
| Club           | Classement 2019 | Stade | Capacité théorique | Ville   | Saisons en 1ª Divisão |
| -------------- | --------------- | ----- | ------------------ | ------- | --------------------- |
| Santos FC      | 1er             | Zerão | 10 000             | Macapá  | 18                    |
| Ypiranga Clube | 2e              | Zerão | 10 000             | Macapá  | 31                    |
| Trem DC        | 3e              | Zerão | 10 000             | Macapá  | 41                    |
| São Paulo FC   | 4e              | Zerão | 10 000             | Macapá  | 19                    |
| Santana EC     | 5e              | Zerão | 10 000             | Santana | 30                    |
| EC Macapá      | ―               | Zerão | 10 000             | Macapá  | 45                    |